# NGC 2349
NGC 2349 — рассеянное скопление в созвездии Единорог.
Этот объект входит в число перечисленных в оригинальной редакции «Нового общего каталога».
Уильям и Каролина Гершели обнаружили объект в 1783 году и описали скопление как «расширяющаяся к юго-востоку ветвь». Однако Джон Гершель описал NGC 2349 как «бедное рассеянное скопление» и привёл для него координаты, на 50" отличающиеся в склонении от координат его отца и тёти. С такой ошибкой объект был занесён в Общий каталог, а Джон Дрейер принял её в NGC.